# 연현로
연현로(Yeonhyun-ro)는 경기도 안양시 만안구 석수동에 있는 도로로, 총 연장은 1.351km이다. 도로의 명칭이 유래된 것은 솔이 날개를 핀 형세의 연현마을 명칭을 반영하였다.

## 역사
- 2010년 1월 28일 : 도로명으로 연현로를 고시

## 주요 경유지
- 안양시 (만안구)
  - 석수동

## 접촉하는 도로
- 석수로
- 안양로

## 주요 건물 및 시설
- 펜트하우스빌딩 (연현로 9/석수동 494-13)
- 안양석수하우스토리아파트 (연현로 29/석수동 485-8)
- 청광플러스원 (연현로 65/석수동 412)
- 현진에버빌 상가동 (연현로 71/석수동 413-2)
- 현진에버빌 (연현로 75/석수동 413-2)
- 한양수자인아파트 (연현로 79/석수동 417-1)
- 명지빌라 (연현로 87/석수동 420-9)
- 연현씨티빌 (연현로 101/석수동 425-1)
- 석수두산위브아파트 상가동 (연현로 103·109/석수동 417-3)
- 풍년빌라 (연현로 115/석수동 423-46)
- 석원홈타운맨션 (연현로 121/석수동 423-78)

## 철도 연계역
- ● 수도권 전철 1호선 : 석수역